# Manifiesto de los Veintisiete
El manifiesto de los Veintisiete fue una carta elevada al dictador Francisco Franco en abril de 1943 con la firma de 17 procuradores franquistas de la I legislatura (1943-1946), y otras 10 personas que ocupaban altos cargos, solicitando la restauración monárquica.

## Contexto histórico
Acabada la guerra civil española y mediada la Segunda Guerra Mundial, un grupo de personalidades de ideología monárquica creyó llegado el momento de exponer al dictador Francisco Franco su defensa de la institución monárquica y la disposición de don Juan de Borbón para ocupar el trono de la nación.

## Signatarios
Según el documento publicado por Laureano López Rodó los signatarios fueron:
- Jacobo Fitz-James Stuart y Falcó, duque de Alba, y embajador en Londres.
- Juan Ventosa Calvell, ministro con Alfonso XIII, regionalista catalán, y procurador de las Cortes designado por Franco.
- Valentín Galarza Morante, general del ejército, Consejero Nacional del Movimiento, y exministro de Gobernación.
- Pablo Garnica y Echevarría, procurador por Santander.
- José de Yanguas Messía, Consejero Nacional del Movimiento, y ex-embajador en la Santa Sede.
- Pedro Gamero del Castillo
- Alfonso García Valdecasas
- Manuel Halcón
- Antonio Goicoechea Cosculluela
- Nicanor Armero Iranzo
- Joaquín Fernández de Córdoba Osuna, duque de Arión, procurador en Cortes.
- Luis Alarcón de la Lastra
- Manuel Moreu Figueroa
- Juan Manuel Fanjul Sedeño
- José María Ibarra y Lasso de la Vega, IV Conde de Ibarra
- Jaime de Foxá y Torroba
- Antonio Gallego Burín
- Eduardo Martínez Sabater
- Arturo González de Vinuesa
- Antonio Sala Amat
- Jesús Merchante Sánchez
- Ignacio Muñoz Rojas
- Isidoro Delclaux Aróstegui
- Alfonso de Zayas y de Bobadilla
- Miguel Ponte y Manso de Zúñiga
- Rafael Lataillade Aldecoa
- Aurelio Joaniquet y Extremo

## La reacción de Franco
Según Ricardo de la Cierva la reacción de general Franco fue cautelosa, dejando pasar el tiempo para saber la fuerza de los firmantes. El 26 de junio de 1943 se reunió la Junta Política y acordó expulsar del Consejo Nacional del Movimiento a todos los firmantes que tuvieran esta condición.